# ناتالي مطر
ناتالي جورج مطر (20 سبتمبر 1995) هي لاعبة كرة قدم لبنانية تلعب كلاعبة خط وسط لنادي ستاد بورتيلو الفرنسي وقائد فريق المنتخب اللبناني للسيدات.

## مهنة النادي
في 14 يوليو 2022، انتقلت إلى نادي جراند كاليه باسكال. ثم انضمت إلى ستاد بورتيلويس في 26 يناير 2023.

## مهنة دولية
كانت ضمن تشكيلة منتخب لبنان التي شاركت في كأس العرب للسيدات 2021 في مصر. واستدعيت لتمثيل لبنان في بطولة اتحاد غرب آسيا لكرة القدم للسيدات 2022، التي ساعدت المنتخب على أحراز المركز الثاني.

## الإنجازات
لبنان
- وصيف بطولة اتحاد غرب آسيا لكرة القدم للسيدات: 2022

## روابط خارجية
- ناتالي مطر على موقع أف آي لبنان (FA Lebanon)